# Heoclisis angustipennis
Heoclisis angustipennis is een insect uit de familie van de mierenleeuwen (Myrmeleontidae), die tot de orde netvleugeligen (Neuroptera) behoort. 
Heoclisis angustipennis is voor het eerst wetenschappelijk beschreven door New in 1985.